# Fosfolipas A2
Fosfolipas A2 är ett enzym i gruppen fosfolipaser som bryter ner fosfolipider i cellmembranet. I vissa fall frigörs arakidonsyra, som i sin tur kan omvandlas till eikosanoider, till exempel prostaglandiner och leukotriener.